# Chương Á Nhã
Chương Á Nhã (tiếng Trung: 章亞若, 1913 - 1942) làm một nữ văn sĩ Trung Hoa.

## Lịch sử
Chương Á Nhã sinh ngày 01 tháng 01 năm 1913 tại trấn Nam Xương tỉnh Giang Tây với bản danh Chương Mậu Lý (章懋李), Á Nhã (亞若) vốn là tên thời con gái của bà và sau trở thành nguyên danh được gọi trên truyền thông và các văn kiện lịch sử.
Thuở nhỏ, bà tốt nghiệp một trường nữ trung học tại Nam Xương với hạnh kiểm rất cao. Năm 1926, cô Chương Mậu Lý được gả cho một người tên Đường Anh Cương. Vào một thời điểm chưa rõ, ông Đường tự sát, để lại cho bà hai người con.
Khoảng năm 1940, bà bắt đầu được dư luận Trung Hoa chú ý với việc trở thành tình nhân của Tưởng Kinh Quốc bấy giờ là ủy viên Liên minh Quốc-Cộng khi ông được điều về Giang Tây chỉnh đốn các đội quân kháng Nhật.
Ngày 16 tháng 08 năm 1942, Chương Á Nhã đột ngột từ trần sau một cơn đau bụng, nghi do ngộ độc thực phẩm tại Quế Lâm. Mặc dù chưa bao giờ có cơ hội được kết hôn, tuy nhiên trong điếu văn cùng các văn kiện chính thức khác của chính phủ Trung Hoa Dân quốc, bà được truy phong Tưởng gia phu nhân (蔣家夫人) hoặc Tưởng Á Nhã phu nhân (蔣亞若夫人).

## Gia thế
- Tổ phụ: Chương Bá Xương (tịch quán Cao Kiều thôn Ngân huyện Chiết Giang tỉnh)
- Cha: Chương Cống Đào
- Mẹ: Châu Cẩm Hoa
- Chồng: Đường Anh Cương
- Tử tức: Đường Viễn Ba, Đường Viễn Huy, Tưởng Hiếu Nghiêm, Tưởng Hiếu Từ